# كيرك باتريك ماكميلان
كيرك باتريك ماكميلان (بالإنجليزية : kerk patrick macmillan) هو مخترع إسكتلندي ولد في أسرة بسيطة الحال تعيش في ثورنهيل في اسكتلندا وكان ابوه يعمل حدادا بالقرب من منزله ولكن ماكميلان لم يقتنع بعمل والده فحاول ان يعمل بعيدا عن ابيه في شبابه وعندها اخترع الدراجة ولكنه عاد مرة اخري ليعمل مع والده.

## نشأته
ولد ماكميلان في 2 سبتمبر 1812 في اسرة فقيرة جدا في اسكتلندا وبالتحديد في ثورنهيل حيث كان ابوه حدادا وعندما بلغ ماكميلان سنه العاشرة اراد والده ان يجعل ولده حداد مثله وعندما اراه طبيعة العمل فلم يقتنع كثيرا بهذه المهنة ولكن والده أصر على أن يكون ابنه حدادا كبيرا وبعد مرور عدة سنوات فر ماكميلان من والده حيث ذهب إلى إدنبرة عاصمة اسكتلندا ليبحث عن عمل ولكنه لقي الإهانة في معاملة الناس له فعاد ماكميلان بعدها بيومين ليعتذر لوالده ويعمل في الحدادة من جديد.

## الدراجة ذات البدال
في يوم كان ماكميلان ذاهبا المدرسة بالدراجة التي كانت بدون بدال فكانت ثقيلة الوزن وبطيئة الحركة لأنه يحركها بزحف قدمه على الأرض وتعب من شدة الحرارة فقرر ان يجعل بدالا للدراجة وبعد خمس أشهر من العمل في ورشة أبيه توصل الي اختراع البدال الذي يجعل من العجلة سهلة وسريعة الحركة ولكنه لم ينشر اختراعه بين الناس ولم يحصل على براءة اختراع لهذا العمل المذهل والمثير للإعجاب وكان ذلك عام 1838.

## وفاته
وبعد أن عاش حياة متواضعة في الريف بعيدا عن حياة الشهرة والترف حتى غربت شمس لن تشرق من جديد ولكن ستظل تنشر سلاسلها المنيرة تضئ السماء للناس وكان ذلك في عامه السادس والستين في 26 يناير 1878 .